# Sami Al-Husaini
Sami Al-Husaini (en árabe: سامي الحسيني‎; Manama, Baréin, 29 de diciembre de 1989) es un futbolista de Baréin que juega en la posición de delantero centro. Desde 2015 juega con el East Riffa Club de la Liga Premier de Baréin.

## Carrera

### Club
| Periodo   | Club            |
| --------- | --------------- |
| 2010–2011 | East Riffa Club |
| 2011–2015 | Busaiteen Club  |
| 2015–     | East Riffa Club |

### Selección nacional
Debutó con Baréin en 2011, y el 10 de diciembre de 2011 anotó sus dos primeros goles con la selección nacional en el empate 2-2 ante Catar en Doha por los Juegos Panarábicos. También participó en dos ediciones de la Copa Asiática.

## Logros
- Liga Premier de Baréin (1): 2013
- Copa FA de Baréin (1): 2019